# Chris Wedge
John Christian (Chris) Wedge (Binghamton, 20 maart 1957) is een Amerikaanse filmregisseur. Hij is het bekendst vanwege de door hem geregisseerde films Robots en Ice Age en Epic.
Wedge ontving in 1981 een Bachelor van de State University New York (SUNY) in Purchase, New York, afdeling film. Zijn Master kreeg hij van Ohio State University (computergraphics en kunst). Hij is oprichter en mede-eigenaar van Blue Sky Studios, een bedrijf dat gespecialiseerd is in computer-animatiefilms.
Wedge won een Oscar (voor Bunny (1998, beste korte animatiefilm)), en werd in 2003 genomineerd voor een Oscar voor Ice Age (beste animatiefilm). Met deze films was hij ook elders succesvol (prijzen op de filmfestivals in Nashville, Newport, Oberhausen en Ottawa). Hij werkte verder mee aan films als Tron (1982) en Alien: Resurrection (1997).